# Hit-or-miss-transformatie
De hit-or-miss-transformatie is een morfologische operatie die gebruikt kan worden voor vormdetectie in een binaire afbeelding. De transformatie maakt gebruik van een inputafbeelding, een paar disjuncte structuurelementen en erosie. De twee disjuncte structuurelementen worden gebruikt om respectievelijk een bepaalde voorgrond- en achtergrondconfiguratie te vinden. Het resultaat van de transformatie is een set van locaties waarvoor het eerste structuurelement precies past in de inputafbeelding (hit) en het tweede structuurelement deze volledig mist (miss).

## Definitie
Een structuurelement is een kleine set die gebruikt wordt om een afbeelding op eigenschappen te onderzoeken. Zo kan met onderstaand structuurelement hoeken gevonden worden. De waarde van de lege vakjes doet er niet toe. Ze staan dan ook voor don’t care.
```
   | |1| | 
   |0|1|1|
   |0|0| |
```

De hit-or-miss-transformatie van een gegeven afbeelding {\displaystyle A} door {\displaystyle B=(B_{1},B_{2})} wordt gegeven door:
{\displaystyle A\circledast B=(A\ominus B_{1})\cap (A^{c}\ominus B_{2})}
Daarbij is {\displaystyle A^{c}} het complement van de set {\displaystyle A} en {\displaystyle B} een set die samengesteld is uit de twee structuurelementen {\displaystyle B_{1}} en {\displaystyle B_{2}}. {\displaystyle B_{1}} voert een erosieoperatie uit op {\displaystyle A} en {\displaystyle B_{2}} voert een erosieoperatie uit op {\displaystyle A^{c}}. Overigens moeten {\displaystyle B_{1}} en {\displaystyle B_{2}} disjunct zijn:
{\displaystyle B_{1}\cap B_{2}=\varnothing },
waarbij {\displaystyle \varnothing } staat voor de lege verzameling.
Bij een erosieoperatie wordt de oorsprong van een structuurelement op elke pixel van de inputafbeelding gelegd. Als het structuurelement past, wat wil zeggen dat alle pixels van het structuurelement gelijk zijn aan de overeenkomende pixels van de inputafbeelding, dan behoudt deze pixel zijn waarde. Indien dit niet het geval is, krijgt de pixel de tegengestelde waarde, 0 wordt 1 en 1 wordt 0. Door deze operatie uit te voeren op elke pixel, zijn er slechts een paar pixels die hun waarde hebben behouden. We spreken van een erosie.

## Voorbeeld
In onderstaande afbeelding zien we duidelijk de verschillende stappen van de hit-or-miss-transformatie. De structuurelementen zijn zodanig gekozen dat de hit-or-miss-transformatie linksboven hoeken detecteert. In dit voorbeeld representeren de zwarte vakjes binaire 1 en de witte binaire 0. De kruisjes in de structuurelementen duiden de oorsprong van het structuurelement aan. Aangezien de oorsprongen van de structuurelementen op elkaar moeten liggen, is de doorsnede van de twee structuurelementen gelijk aan de lege verzameling. 

## Toepassingen
De hit-or-miss-transformatie wordt gebruikt in andere morfologische bewerkingen. Zo wordt ze gebruikt in:
- Thinning (verdunnen)
- Thickening (verdikken)
- Convex hull (convexe omhulling)
- Pruning (snoeien)